# Michael Steinhardt
Pour les articles homonymes, voir Steinhardt.
Michael Steinhardt, né le 7 décembre 1940 à Brooklyn, est un homme d'affaires américain.
Directeur d'un important fonds de pension, il est cité dans un livre de Jack Scwager, Market Wizards (1993). Sa fortune est estimée par le magazine américain Forbes à 1,2 milliard de dollars.
Après s'être retiré des affaires, il s'est consacré à des actions philanthropiques. Il fait don à la Wildlife Conservation Society de deux îles situées à l’ouest des Falkland, achetées dans les années 1990.
Il a donné son nom à une galerie du Metropolitan Museum of Art de New York.
Michael Steinhardt serait proche du président du conseil d'administration de la fondation Jewish Life Network, réseau de télévision dont l'objet est de renforcer l'identité juive parmi les juifs séculaires et non-orthodoxes aux États-Unis. En 1994, il crée, avec le même objectif, The Steinhardt Foundation for the Jewish Life. Michael Steinhardt, qui se décrit également comme athée, a écrit que « le judaïsme est en danger de devenir désuet ».  
En décembre 2021, Michael Steinhardt, qui est aussi collectionneur, est accusé de « s’appuyer sur des trafiquants d’antiquités ». Il fait l’objet de perquisitions, tant dans son bureau que dans son appartement situé sur la Cinquième Avenue à Manhattan, New York. Un accord passé avec le procureur de l'État de New York lui permet d'échapper à une inculpation en échange de la restitution de plus de 180 œuvres d'art volées dont la valeur est estimée à plus de 70 millions de dollars. Il lui est également interdit à vie d’acquérir des œuvres sur le marché légal de l’art,.